# Ghébrē Michele
Ghébrē Michele, ovvero "servo di san Michele" (Dibo, 1791 – Cerecca-Ghebaba, 30 luglio 1855), è stato un presbitero lazzarista etiope, beatificato da papa Pio XI il 3 ottobre 1926.

## Biografia
Di famiglia copta ortodossa, compì gli studi presso alcune scuole monastiche e abbracciò la vita religiosa nel monastero Mertole-Mariam ricevendo il titolo di abba. Continuò a coltivare gli studi anche in monastero e iniziò a dedicarsi all'insegnamento: a Gondar ebbe tra i suoi allievi anche il futuro imperatore Giovanni III.
Quando Giustino de Jacobis, vicario apostolico di Abissinia, chiesa al patriarca copto una deputazione di notabili e religiosi da condurre a Roma, tra gli altri fu scelto anche Ghébrē Michele. Nel 1841 fu ricevuto in udienza da papa Gregorio XVI e in seguito visitò Napoli e Gerusalemme.
Rientrato in Etiopia, nel 1843 si convertì al cattolicesimo; fu ordinato prete nel 1851 e fu ricevuto nella Congregazione della missione ad Alitiena. Iniziò a svolgere un intenso apostolato presso i copti ortodossi, suscitando numerose conversioni al cattolicesimo.
L'abuna Salama III spinse l'imperatore Teodoro II a perseguitare i preti copti passati al cattolicesimo. Ghébrē Michele fu arrestato e flagellato: nonostante le ferite, sopravvisse alle torture e si diffuse tra la popolazione la voce che fosse stato miracolosamente guarito dalle ferite per intercessione di san Giorgio.
Qualche mese dopo, fu fatto comparire davanti all'imperatore in una solenne adunanza nella pianura di Baba, ma confermò la sua adesione al cattolicesimo. Teodoro II ne ordinò la fucilazione, ma l'intervento dell'ambasciatore britannico fece commutare la pena con la condanna perpetua ai ferri.
Con le catene ai polsi e alle caviglie, fu costretto a seguire l'imperatore e il suo esercito in marcia contro i Galla. Stremato dalla fatica, morì durante una sosta dell'ersercito presso Cerecca-Ghebaba.
Il suo corpo, con accanto le catene, fu inumato presso un cipresso, ma la sua sepoltura non fu mai identificata.

## Culto
A istanza della provincia vincenziana d'Etiopia, si tennero processi informativi diocesani per la beatificazione di Ghébrē Michele ad Addis Abeba nel 1904 e ad Asmara nel 1909; il 25 gennaio 1920 fu introdotta la causa per martirio.
Riconosciuto il suo martirio, il 3 ottobre 1926 papa Pio XI lo proclamò beato.
Il suo elogio si legge nel Martirologio romano al 14 luglio.